# Сливо-Поле
Сли́во-Поле́ (болг. Сливо поле) — місто в Русенській області Болгарії. Адміністративний центр общини Сливо-Поле.

## Населення
За даними перепису населення 2011 року у місті проживали 2990 осіб.
Національний склад населення міста:
| Національність   | Кількість осіб | Відсоток |
| ---------------- | -------------- | -------- |
| турки            | 1151           | 44,1%    |
| болгари          | 1057           | 40,5%    |
| цигани           | 286            | 11,0%    |
| інша             | 54             | 2,1%     |
| не визначились   | 62             | 2,4%     |
| Всього відповіли | 2610           |          |

Розподіл населення за віком у 2011 році:
Динаміка населення: